# 漢獻帝東歸
漢獻帝東歸指漢獻帝從長安擺脫李傕、郭汜的控制回到洛陽之事。但此後又被曹操控制，淪為曹操傀儡。

## 背景
董卓控制東漢朝廷廢除劉辯擁立漢獻帝，導致董卓討伐戰爆發，董卓被迫從洛陽遷都至長安。董卓被王允、呂布等人殺死後，董卓下屬李傕、郭汜等反攻長安，殺死王允驅逐呂布並控制朝廷。不久李傕、郭汜又發生內訌，李傕劫持漢獻帝，郭汜劫持百官，雙方對攻，造成李傕郭汜之亂。漢獻帝興平二年（195年）六月庚午，鎮東將軍張濟從陝來到長安，準備勸和李傕、郭汜二人，並提出讓漢獻帝前往別處。漢獻帝還派遣太官令孫篤、綏民校尉張裁向二人十次宣佈和解命令。李傕、郭汜於是允許和解，並互相將對方兒子列為人質。李傕前往池陽駐扎。張濟回到陝駐扎。郭汜負責護送漢獻帝。

## 起駕東歸
漢獻帝興平二年（195年）七月甲子，漢獻帝的車駕走出長安宣平門。看守城門的郭汜手下數百士兵不確定是否是皇帝，試圖阻攔，漢獻帝呵斥郭汜士兵：「你們誰敢靠近皇帝？！」郭汜士兵於是放行。當晚漢獻帝一行來到霸陵，侍從飢餓，張濟派人向漢獻帝侍從提供伙食。
郭汜想讓漢獻帝向西前往高陵，百官認為應該前往弘農，漢獻帝讓尚書郭浦開導郭汜，表示自己想回到洛陽，並以絕食威脅，郭汜被迫放棄劫持皇帝前往高陵打算。
八月甲辰（195年9月27日），漢獻帝來到新豐。張濟想讓身邊人前往漢獻帝身邊，於是授意尚書征召河西太守劉玄護送漢獻帝。張濟此舉被漢獻帝看穿，拒絕征召劉玄。張濟只好向漢獻帝道歉。
八月丙子，郭汜等又試圖下令漢獻帝前往郿。侍中种輯等在郭汜軍營，知道郭汜的圖謀後向後將軍楊定、安集將軍董承、興義將軍楊奉等人通報郭汜的打算，並讓他們在新豐會合。郭汜知道自己的打算敗露，於是丟下大軍逃到南山。
十月戊戌（195年11月20日），郭汜手下夏育、高碩等試圖脅迫漢獻帝往西遷移，並放火焚燒營地。楊定、董承等派兵迎接漢獻帝前往楊奉軍營，漢獻帝轉移時遭到夏育等派兵阻止，楊定、楊奉等擊敗夏育等人，並斬殺五千人。十月壬寅（11月24日），漢獻帝來到華陰。
寧輯將軍段煨準備好物資，想讓漢獻帝來他的軍營。段煨與楊定關係不和，所以段煨迎接漢獻帝的時候不敢下馬。侍中种輯和楊定關係友好，趁機說段煨想造反。漢獻帝聽信楊定等人的說辭，沒有前往段煨軍營。
十月丁未（11月29日），楊奉、董承、楊定想進攻段煨，派种輯、左靈等請求漢獻帝下詔批准。漢獻帝拒絕，楊奉乾脆直接進攻段煨。但是楊定等人花了十幾天都不能攻下段煨軍營，段煨照樣供給皇帝和百官伙食，司隸校尉管郃認為應該禁止進攻段煨，並火速前往洛陽。楊定等大怒，派楊奉勸說漢獻帝讓管郃擔任自己的副手，以便趁機殺死管郃。楊定等人的此舉被漢獻帝看穿，漢獻帝拒絕，漢獻帝還派侍中、尚書等勸導楊定等人，楊定等人只好回到軍營。
而另一邊李傕、郭汜等後悔放走漢獻帝，聽說楊定進攻段煨，決定共同馳援楊定，並趁機追趕漢獻帝。楊定聽說李傕、郭汜等前來，想前往藍田，結果被郭汜攔住，楊定只好單槍匹馬逃走。此時張濟又與李催、郭汜合謀，想在弘農扣押漢獻帝。。
十一月，漢獻帝來到弘農。張濟、郭汜、李傕等追趕漢獻帝，楊奉、射聲校尉沮雋等誓死拼搏，最終沮雋被李傕殺死，大批官員和婦女被殺，張濟等趁機搶劫財物。僅漢獻帝的乘輿倖免於難。
十一月壬申（12月24日），漢獻帝來到曹陽。李傕、郭汜、張濟等拼命追趕。董承、楊奉派人前往河東，向李樂、韓暹、胡才及匈奴右賢王去卑等求救，李樂等派兵趕來，大破李傕等人，斬首數千人。
十二月庚辰（196年1月1日），漢獻帝繼續向東挺近，董承、李樂護衛漢獻帝的乘輿，胡才、楊奉、韓暹、匈奴右賢王在後方戒備。李傕等再次追來，漢獻帝軍隊大敗，光祿勳鄧淵，廷尉宣璠、少府田芬、御史鄧聘、大司農張義等被李傕等人的軍隊殺死。而此時司徒趙溫、太常王絳、衛尉周忠、司隸校尉管郃被李傕阻攔，李傕準備全部殺死，被賈詡勸止。
此時虎賁羽林等步兵不足百人，李傕等繞營叫喚，官吏和士兵驚慌失色，想要逃走。李樂害怕，欲讓漢獻帝等乘船渡過黃河前往孟津。雖然漢獻帝和太尉楊彪、宗正劉艾等認為渡河過於危險，但董承等執意要渡河，還打算夜渡，並讓李樂準備好船隻，舉火為應。
　　
漢獻帝與百官走出營地，準備渡過黃河。黃河岸邊高十幾丈，難以下岸。大臣打算用馬轡繫緊漢獻帝的腰，將漢獻帝從岸邊放下到河邊。漢獻帝皇后伏壽的哥哥伏德認為馬轡對腰不好，改用絹綁緊漢獻帝，並讓校尉向弘背著皇帝下岸。剩下的人都從岸邊爬下到河邊，也有的人從岸邊直接跳下。　
漢獻帝等人來到黃河邊後，士兵搶著要登船，董承、李樂等用戈攔截士兵，讓漢獻帝先登船，最終漢獻帝與皇后、貴人、郭、趙二宮人、太尉楊彪、宗正劉艾、執金吾伏完、侍中种輯、羅邵、尚書文禎、郭浦、中丞楊眾、侍郎趙泳、尚書郎馮碩、中官僕射伏德、侍郎王稠、羽林郎侯折、衛將軍董承、南郡太守左靈，府史等數十人共乘一船。剩下還有大批官員、官吏和百姓都無法乘船。婦女等都被李傕士兵掠奪，還有不少人凍死或溺死者。衛尉士孫瑞此時被李傕所殺害。李傕看見黃河北邊有火，派人偵查，恰好看見漢獻帝在渡河，大叫：「你們要把天子帶走嗎？」。漢獻帝渡過黃河後，來到李樂軍營。河東太守王邑派人進貢，慰勞百官。。
十二月丁亥，漢獻帝來到安邑，並封王邑為安陽亭侯。
十二月庚子（196年1月21日），漢獻帝派太僕韓融至弘農，與李傕、郭汜等講和，李傕、郭汜歸還所掠奪的宮人、官員以及數輛乘輿、馬車。
　　
十二月乙卯（196年2月5日），建義將軍張楊自野王來拜謁漢獻帝，並與董承打算一起與漢獻帝回到洛陽。但楊奉、李樂不願意。尚書上官洪此時又提出前往洛陽，李樂大怒，斬殺上官洪。韓暹還攻打董承，迫使董承逃到野王。胡才、楊奉又要攻打韓暹，漢獻帝派人勸和。
建安元年五月丙寅（196年6月15日），漢獻帝派人前往楊奉、李樂、韓暹的軍營，要求他們將漢獻帝護送至洛陽，楊奉等遵從。
六月乙未（7月14日），漢獻帝來到聞喜。楊奉、胡才後悔放走漢獻帝，於是與李樂商量，要讓漢獻帝回來，但漢獻帝拒絕。
六月丙辰（196年8月4日），漢獻帝來到洛陽，來到前常侍趙忠的住宅。張楊派人修繕宮殿。
八月辛丑（9月18日），漢獻帝來到南宮楊安殿。張楊回到野王。楊奉駐扎在梁。
此時曹操聽從荀彧建議準備迎接漢獻帝。八月辛亥（10月4日），曹操拜見漢獻帝，並狀告韓暹、張楊有罪。韓暹害怕，獨自逃走。漢獻帝認為韓暹、張楊有功，表示不會懲罰，但是羽林郎侯折，尚書馮碩、侍中臺崇等人被處死。衛將軍董承、輔國將軍伏完、侍中种輯、尚書僕射鍾繇、尚書郭浦、御史中丞董芬、彭城相劉艾、左馮翊韓斌、東郡太守楊眾、議郎羅邵、伏德、趙蕤等被封為列侯。射聲校尉沮雋被追認為弘農太守。
曹操聽從符節令董昭的建議勸說漢獻帝前往許，漢獻帝同意。
八月庚申（10月7日），漢獻帝啟程前往許。楊奉得知後從梁出發準備攔截漢獻帝，但沒有成功。八月己巳，漢獻帝來到許，並前往曹操軍營。
十一月丙戌（197年1月1日），曹操擔任司空並兼任車騎將軍。辛卯（1月6日），曹操進攻楊奉所在的梁，楊奉投奔袁術。此後漢獻帝一直被曹操控制，直至延康元年（220年）漢獻帝將皇位禪讓給曹丕。